# Jos Verstappen
Johannes Franciscus "Jos" Verstappen (născut la data de 4 martie 1972, în Montfort, Țările de Jos) este un fost pilot de Formula 1 care a evoluat în 8 sezoane ale Campionatul Mondial între anii 1994 și 2003.

## Cariera în Formula 1
| Sezon | Echipă                    | Puncte      | Loc clasament general |
| ----- | ------------------------- | ----------- | --------------------- |
| 1994  | Mild Seven Benetton Ford  | 10          | 10                    |
| 1995  | MTV Simtek Ford           | 0           | -                     |
| 1996  | Footwork Hart             | 1           | 16                    |
| 1997  | PIAA Tyrrell Ford         | 0           | -                     |
| 1998  | Stewart Ford              | 0           | -                     |
| 2000  | Arrows F1 Team            | 5           | 12                    |
| 2001  | Orange Arrows Asiatech    | 1           | 18                    |
| 2002  | Sauber Petronas           | Pilot teste | -                     |
| 2003  | European Minardi Cosworth | 0           | -                     |

1. ↑  Jos Verstappen, Racing-Reference